# Джо Таскър
Джо Таскър (на английски: Joe Tasker) е английски алпинист и писател на бестселъри в пътепис и мемоари.

## Биография
Джо Таскър е роден на 12 май 1948 г. в Кингстън ъпон Хъл, Англия, в традиционно католическо семейство. Най-голям син сред десет братя и сестри. На тринайсет години е изпратен да учи в духовна семинария. Седем години се обучава за свещеник, но напуска лоното на църквата и се отдава на призванието си – алпинизма.
След напускане на семинарията първо работи като боклукчия, после следва социология в Манчестърския университет. Става един от най-активните членове на университетския катерачен клуб и извършва много дръзки изкачвания по скалните отвеси в Сноудония и Лейк Дистрикт. Постепенно вниманието му се насочва към по-трудни, скално-ледени маршрути за катерене в Алпите.
През зимата на 1975 г., заедно с Дик Реншоу, прави първото си изкачване по Северната стена на връх Айгер. По-късно същата година, отново с Дик Реншоу, прави много трудно и опасно изкачване по Югоизточното било на връх Дунагири (7066 метра) в Хималаите.
През 1976 г., заедно с Питър Бордман, изкачват премиерно Западната стена на Чангабанг (6864 м).
През 1978 г. участва в неуспешна експедиция за покоряване на K2 водена от Крис Бонингтън. Лавина затрупва един от участниците в експедицията и се взима решение за ранното ѝ прекратяване. През есента на същата година прави неуспешен опит с Дъг Скот и Майк Ковингтън да изкачат Нупце.
С малка група изкачват връх Кангчендзьонга (8598 метра) без кислород по нов маршрут от север-запад през 1979 г.
През 1980 г. прави друг неуспешен опит на К2 (по реброто Абруци). Заедно с Питър Бордман и Дик Реншоу достигат до височина 8077 м, но са принудени да отстъпят, когато лавина едва не ги отнася докато спят в палатката си. След кратка почивка в базовия лагер правят нов опит за атака на върха, но отново се отказват заради лошото време.
През зимата на 1980-1981 г. участва в отбор от осем алпиниста, в неуспешен опит за изкачване на Западната стена на Еверест. Преживяванията си описва в книгата „Свирепа арена“, която е издадена малко след смъртта му.
През 1981 г. става част от британския отбор, който прави първото изкачване на връх Конгур (7649 метра) в Китай, заедно с Крис Бонингтън, Питър Бордман и Ал Рус.
През пролетта на 1982 г. Джо Таскър е част от организирана от Крис Бонингтън експедиция за изкачване на непреминавания дотогава Североизточен гребен на Еверест. На 15 май Джо Таскър и Питър Бордман напускат преден базов лагер на 6500 метра и се отправят към върха. На 16 май пренощуват в снежна пещера и на следващия ден се отправят на траверс водещ към върха. Късно вечерта на 17 май Крис Бонингтън забелязва с бинокъл две фигури, катерещи се в подножието на една от кулите на гребена на височина 8250 метра, но не успява да установи радиовръзка с тях. Джо Таскър и Питър Бордман изчезват безследно след това.
Тялото на Бордман е намерено през 1992 г. в седнало положение в трудния район „Трите кули“ на Еверест. Там е намерено и част от оборудването на Джо Таскър, но неговото тяло не е открито.
В памет на Бордман и Таскър е учредена ежегодна литературна награда за произведения на планинска тематика, която се връчва от 1984 г.

## Произведения
- Savage Arena (1982)
Свирепа арена, изд. „Медицина и физкултура“, София (1989), прев. Герасим Величков